# Meningite tubercolare
La meningite tubercolare è una infiammazione delle meningi, in special modo della base cranica e dei nervi encefalici, dovuta al micobatterio tubercolare. Pur essendo una meningite batterica, è una forma con liquor limpido (di solito le forme a liquor limpido sono invece per la maggior parte virali).

## Epidemiologia
Colpisce prevalentemente in età infantile, entro pochi mesi dalla manifestazione della malattia primaria, ma si sono registrati diversi casi anche in età adulta e soprattutto tra gli anziani, specie se immunodepressi o comunque compromessi.

### Fattori di rischio
Fattori di rischio sono, come accennato prima, l'immunodepressione per qualunque causa (es. età, uso di cortisonici ad alte dosi, diabete, chemioterapie, AIDS) ma anche l'abuso di alcool.

## Anatomia patologica
L'infezione causa la formazione di un essudato che occupa le cisterne della base. L'evoluzione cicatriziale può causare blocco liquorale e idrocefalo.

## Sintomatologia
I sintomi e i segni clinici sono più gravi se la persona colpita è un bambino, vi possono essere convulsioni arrivando alla paralisi e a uno stato comatoso, mentre negli adulti si manifesta inizialmente in maniera più blanda con astenia, apatia e febbre, poi con l'avanzare della malattia si osservano anche la paralisi dei nervi cranici fino ad arrivare al coma. Negli anziani è molto subdola, e può essere difficile da differenziare da un inizio di demenza o di altro decadimento cognitivo.

## Eziologia
Le cause che possono portare alla manifestazione della meningite durante la tubercolosi sono varie, può essere dovuta alla rottura di un tubercoloma a livello cerebero-spinale oppure più facilmente è consequenziale all'effetto di un focolaio localizzato nei polmoni che si diffonde per via ematica o linfatica.

### Esami
Gli esami tipici sono la risonanza magnetica del cranio, l'esame del fundus oculi e soprattutto l'esame del liquor. Quest'ultimo, pur essendo come già detto di aspetto limpido, mostra incremento dei linfociti (pleiocitosi linfocitaria), riduzione del glucosio (ipoglicorrachia) e aumento marcato delle proteine (iperproteinorrachia) che sono tipici di questa malattia e possono portare persino alla coagulazione del liquor.

### Terapie
Il trattamento deve essere immediato e sorvegliato da specialisti, si basa sulla somministrazione di almeno tre farmaci antitubercolari che possano passare la barriera emato-encefalica, meglio se endovena:
- Isoniazide (adulti 300 mg al giorno, bambini 10 mg/kg al giorno)
- Etambutolo (adulti e bambini 25 mg/kg al giorno)
- Pirazinamide (adulti e bambini 25 mg/kg al giorno)

## Prognosi
La prognosi rimane molto grave e c'è il rischio di gravi danni permanenti, anche a causa del ritardo diagnostico. In passato era quasi sempre infausta, oggi con i farmaci più moderni è notevolmente migliorata.